# أبل سكريبت
أبل سكربت (بالإنجليزية: AppleScript)‏ هي لغة برمجة نصية أنشأتها شركة آبل، تُسهل التحكم الآلي (الأتمتة) في تطبيقات نظام الماك. تم تقديمها لأول مرة في نظام التشغيل 7، وهي مضمنه حاليًا في جميع إصدارات ماك أو إس كجزء من حزمة أدوات أتمتة النظام. قد يشير المصطلح أبل سكربت "AppleScript" إلى اللغة نفسها ،أو إلى نص مكتوب بلغة أبل سكربت ، أو بشكل غير رسمي ،قد يشير إلى macOS Open Scripting Architecture الذي يشكل أساس لغة أبل سكربت.

## نظرة عامة
أبل سكربت هي لغة برمجة نصية تم تطويرها بواسطة أبل لإجراء اتصالات بين التطبيقات (IAC) باستخدام أحداث أبل. ترتبط أبل سكربت بأحداث أبل ولكنها تختلف عنها. تم تصميم أحداث أبل لتبادل البيانات والتحكم في التطبيقات الأخرى من أجل أتمتة المهام المتكررة.
تمتلك أبل سكربت بعض قدرات المعالجة الخاصة بها ، بالإضافة إلى إرسال واستقبال أحداث أبل إلى التطبيقات. يمكن لـ أبل سكربت إجراء العمليات الحسابية الأساسية ومعالجة النصوص ، وهي قابلة للتوسيع ، مما يسمح باستخدام إضافات البرمجة النصية التي تضيف وظائف جديدة إلى اللغة. ومع ذلك ، تعتمد أبل سكربت بشكل أساسي على وظائف التطبيقات والعمليات للتعامل مع المهام المعقدة. كلغة أوامر منظمة ، يمكن مقارنة أبل سكربت بشل يونكس أو Microsoft Windows Script Host أو IBM REXX ولكنها تختلف عن الثلاثة. حقيقة أن تطبيقات ماكنتوش تنشر "قواميس" للكائنات والعمليات القابلة للتوجيه;ضروري جداً حتى يتمكن أبل سكربت من تأدية وظائفه.
تحتوي أبل سكربت على بعض عناصر البرمجة الإجرائية ، والبرمجة الموجهة للكائنات (خاصة في إنشاء كائنات النص البرمجي) ، واتجاهات برمجة اللغة الطبيعية في تركيبها ، ولكنها لا تتوافق تمامًا مع أي من نماذج البرمجة هذه.:xxvi

## تاريخ
في أواخر الثمانينيات من القرن الماضي ، اعتبرت شركة أبل استخدام لغة البرمجة HyperTalk الخاصة بـ HyperCard كلغة تطوير قياسية للمستخدم النهائي، عبر الشركة وضمن نظام تشغيل ماك أو إس الكلاسيكي ، وكذلك لتمكين التواصل بين العمليات الخاصة بمنتجات أبل مع عمليات المنتجات الأخرى. يمكن للمبتدئين استخدام HyperTalk لبرمجة مكدس HyperCard. أدرك مهندسو أبل أنه يمكن تصميم لغة برمجة نصية مماثلة ، ولكن أكثر توجهاً للكائنات ، لاستخدامها مع أي تطبيق ، وقد وُلد مشروع أبل سكربت كبرنامج منبثق عن جهد بحثي لتحديث نظام ماكنتوش ككل وأصبح أخيرًا جزءًا من النظام 7 (Mac OS 7).
تم إصدار أبل سكربت في أكتوبر 1993 كجزء من نظام 7.1.1 (نظام ماك 7 Pro ، أول ترقية رئيسية للنظام 7). كان QuarkXPress (الإصدار 3.2) من أوائل التطبيقات البرمجية الرئيسية التي دعمت أبل سكربت. أدى هذا بدوره إلى اعتماد أبل سكربت على نطاق واسع في عالم النشر وما قبل الطباعة ، وغالبًا ما يربط معًا مهام سير العمل المعقدة. كان هذا عاملاً رئيسيًا في الحفاظ على موقع Macintosh المهيمن في النشر وما قبل الطباعة ، حتى بعد نقل QuarkXpress وتطبيقات النشر الأخرى إلى Microsoft Windows.
بعد بعض الشكوك بشأن مستقبل أبل سكربت في الجيل التالي من نظام التشغيل من أبل ، أدى الانتقال إلى Mac OS X (حوالي 2002) وأطر عمل Cocoa إلى زيادة فائدة ومرونة أبل سكربت بشكل كبير. تتيح تطبيقات Cocoa لمطوري التطبيقات تحقيق قابلية البرمجة الأساسية لتطبيقاتهم بأقل جهد ممكن ، مما يؤدي إلى زيادة عدد التطبيقات القابلة للبرمجة مباشرة. وفي الوقت نفسه ،وبسبب التحول إلى أسس يونكس وقدرة أبل سكربت على تشغيل أوامر Unix مباشرة ، باستخدام الأمر do shell script أتاح ذلك لأبل سكريبت تحكم أكبر بكثير في نظام التشغيل نفسه.:863
تم إصدار AppleScript Studio مع نظام التشغيل Mac OS X 10.2 كجزء من Xcode (بيئة برمجية) ،ولاحقاً تم إصدار إطار العمل AppleScriptObjC ضمن نظام التشغيل Mac OS X 10.6 ، وكل ذلك سمح للمستخدمين بإنشاء تطبيقات Cocoa باستخدام أبل سكربت.:969
في أكتوبر 2016 ، غادر سال سوجويان ، مدير منتج أبل سكربت ومبشر الأتمتة ، شركة أبل عندما تم إلغاء منصبه "لأسباب تتعلق بالعمل". استجاب الخبراء في مجتمع ماك مثل جون غروبر و Andy Ihnatko بشكل عام بقلق ، وشككوا في التزام أبل تجاه مجتمع المطورين والمستخدمين المحترفين. رد نائب الرئيس الأول لهندسة البرمجيات في أبل ، كريج فيديريغي ، في رسالة بريد إلكتروني قائلاً: "لدينا كل النية لمواصلة دعمنا لتقنيات الأتمتة العظيمة في ماك أو إس!" ، على الرغم من أن جيف جاميت في Mac Observer رأى أن ذلك لم يفعل شيئًا يذكر لتهدئة شكوكه حول مستقبل أتمتة أبل بشكل عام وابل سكربت بشكل خاص. في الوقت الحالي ، تظل أبل سكربت أحد مكونات تقنيات أتمتة ماك أو إس ، جنبًا إلى جنب مع Automator و Shortcuts و Services و shell scripting.

## التعليقات برمجياً
يمكن عمل التعليقات بطرق متعددة. يمكن أن يبدأ التعليق المكون من سطر واحد بشرطتين (--). في أبل سكربت 2.0 ، التي تم إصدارها لأول مرة في نظام التشغيل Mac OS X Leopard ، قد يبدأ أيضًا بعلامة (#). يسمح هذا بتخزين برنامج نصي أبل سكربت قائم بذاته كملف نصي قابل للتنفيذ يبدأ بسطر #!/usr/bin/osascript مثال:
```
-
 
هذا
 
تعليق
 
من
 
سطر
 
واحد

# وايضاً هذا! (في Mac OS X Leopard أو أحدث)

```

بالنسبة إلى التعليقات التي تشغل سطورًا متعددة ، تستخدم أبل سكربت أقواسًا بداخلها علامات نجمية، مثال:
```
(* هذا 

تعليق

متعدد

السطور *)

```

## برنامج أهلا بالعالم
في أبل سكربت ، يمكن كتابة البرنامج التقليدي أهلا بالعالم(!Hello World) في عدة أشكال مختلفة ، بما في ذلك:
```
display dialog
 
"Hello, world!"
 
-- نافذة منبثقة بها زران "موافق" و "إلغاء"

-- أو

display alert
 
"Hello, world!"
 
--نافذة منبثقة بها زر واحد "موافق" وأيقونة تمثل التطبيق الذي يعرض التنبيه

-- أو

say
 
"Hello, world!"
 
-- رسالة صوتية باستخدام صوت الكمبيوتر المركب

-- أو

return
 
"Hello, world!"

```

تحتوي أبل سكربت على العديد من خيارات واجهة المستخدم ، بما في ذلك الحوارات والتنبيهات وقائمة الاختيارات. (يشير الرمز ¬ ، الناتج عن الضغط على ⌥ Option+return في المحرر ، إلى استمرار جملة واحدة عبر عدة أسطر.)
```
-- نافذة حوار

set
 
dialogReply
 
to
 
display dialog
 
¬

	
"حوار نصي"
 
default
 
answer
 
¬

	
"أجابة نصية"
 
hidden
 
answer
 
false
 
¬

	
buttons
 
{
"تخطي"
,
 
"نعم"
,
 
"إلغاء"
}
 
¬

	
default
 
button
 
¬

	
"نعم"
 
cancel
 
button
 
¬

	
"تخطي"
 
with
 
title
 
¬

	
"عنوان النافذة"
 
with
 
icon
 
note
 
¬

	
giving
 
up
 
after
 
15

```

```
-- أختيار من قائمة

set
 
chosenListItem
 
to
 
choose from list
 
{
"A"
,
 
"B"
,
 
"3"
}
 
¬

	
with
 
title
 
"List Title"
 
¬

	
with
 
prompt
 
"Prompt Text"
 
¬

	
default
 
items
 
"B"
 
¬

	
OK
 
button
 
name
 
"Looks Good!"
 
¬

	
cancel
 
button
 
name
 
"Nope, try again"
 
¬

	
multiple
 
selections
 
allowed
 
false
 
¬

	
with
 
empty
 
selection
 
allowed

```

```
 

-- أظهار تنبية

set
 
resultAlertReply
 
to
 
display alert
 
"Alert Text"
 
¬

	
as
 
warning
 
¬

	
buttons
 
{
"تخطي"
,
 
"موافق"
,
 
"إلغاء"
}
 
¬

	
default
 
button
 
2
 
¬

	
cancel
 
button
 
1
 
¬

	
giving
 
up
 
after
 
2

```

يمكن لكل طريقة تفاعل للمستخدم إرجاع قيم الأزرار التي تم النقر عليها أو العناصر المختارة أو النص الذي تم إدخاله لمزيد من المعالجة. فمثلا:
```
display alert
 
"Hello, world!"
 
buttons
 
{
"رفض"
,
 
"قبول"
}

set
 
theAnswer
 
to
 
button returned
 
of
 
the
 
result

if
 
theAnswer
 
is
 
"قبول"
 
then

	
beep
 
5

else

	
say
 
"عفواً!"

end
 
if

```

## استعارات اللغة الطبيعية
في حين أن أحداث أبل هي وسيلة لإرسال الرسائل إلى التطبيقات ، فإن أبل سكربت هي لغة معينة مصممة لإرسال أحداث أبل. تماشياً مع هدف سهولة الاستخدام للمبتدئين ، تم تصميم لغة أبل سكربت على استعارة اللغة الطبيعية ، تمامًا كما تم تصميم واجهة المستخدم الرسومية على استعارة سطح المكتب. يجب أن يكون كود أبل سكربت المكتوب جيدًا واضحًا بما يكفي ليقرأه ويفهمه أي شخص ، كما يجب تحريره بسهولة. تعتمد اللغة إلى حد كبير على لغة HyperTalk التابعة لـ HyperCard ، والتي امتدت لتشير ليس فقط إلى عالم HyperCard للبطاقات والمكدسات ، ولكن أيضًا من الناحية النظرية إلى أي مستند. تحقيقًا لهذه الغاية ، قدم فريق أبل سكربت نموذج كائن حدث أبل (AEOM) ، والذي يحدد الكائنات التي "يعرفها" أي تطبيق معين.
جوهر لغة أبل سكربت هو استخدام المصطلحات التي تعمل كأسماء وأفعال يمكن دمجها. على سبيل المثال ، بدلاً من فعل مختلف لطباعة صفحة أو مستند أو نطاق من الصفحات (مثل printPage و printDocument و printRange) ، تستخدم أبل سكربت فعل "print" واحد يمكن دمجه مع كائن ، مثل صفحة أو وثيقة أو مجموعة من الصفحات.
```
print
 
page
 
1

print
 
document
 
2

print
 
pages
 
1
 
thru
 
5
 
of
 
document
 
2

```

بشكل عام ، تحدد AEOM عددًا من الكائنات - مثل مستند "document" أو فقرة "paragraph" - والإجراءات المقابلة - مثل "cut" و "close". يحدد النظام أيضًا طرقًا للإشارة إلى خصائص الكائنات ، بحيث يمكن للمرء الرجوع إلى "الفقرة الثالثة من المستند 'يوم جيد'"--"'third paragraph of the document 'Good Day"، أو" لون الكلمة الأخيرة من النافذة الأمامية "--"color of the last word of the front window". يستخدم AEOM تطبيق القاموسdictionary" لربط أحداث أبل بمصطلحات يمكن للبشر قراءتها ، مما يسمح بالترجمة ذهابًا وإيابًا بين أحداث أبل سكربت القابلة للقراءة البشرية وأحداث أبل ذات الرمز الثانوي. لاكتشاف عناصر البرنامج القابلة للبرمجة ، يمكن عرض قواميس التطبيقات المدعومة. (في تطبيقي Xcode و Script Editor ، يوجد هذا ضمن File → Open Dictionary.)
لتحديد التطبيق المقصود أن يكون هدفًا لمثل هذه الرسالة ، تستخدم أبل سكربت بنية "tell":
```
tell
 
application
 
"Microsoft Word"

  
quit

end
 
tell

```

بدلاً من ذلك ، يمكن التعبير عن tell في سطر واحد باستخدام المصدر:
```
tell
 
application
 
"Microsoft Word"
 
to
 
quit

```

بالنسبة للأحداث في (activate و open و reopen و close و print و quit) ، قد يتم ألحاق التطبيق ككائن مباشر لأوامر متعدية:
```
quit
 
application
 
"Microsoft Word"

```

يمكن التعبير عن مفهوم التسلسل الهرمي للكائن باستخدام الكتل المتداخلة:
```
tell
 
application
 
"QuarkXPress"

  
tell
 
document
 
1

    
tell
 
page
 
2

      
tell
 
text
 
box
 
1

        
set
 
word
 
5
 
to
 
"Apple"

      
end
 
tell

    
end
 
tell

  
end
 
tell

end
 
tell

```

يمكن أيضًا التعبير عن مفهوم التسلسل الهرمي للكائن باستخدام عبارات الجر المتداخلة:
```
pixel
 
7
 
of
 
row
 
3
 
of
 
TIFF
 
image
 
"my bitmap"

```

والتي يمكن التعبير عنها بلغة برمجة أخرى على أنها استدعاءات طريقة متسلسلة ، كما هو الحال في هذا الكود المزيف (للفهم فقط):
```
getTIFF
(
"my bitmap"
).
getRow
(
3
).
getPixel
(
7
);

```

يتضمن أبل سكربت بناء الجملة للعد الترتيبي ، مثلاً: 'الفقرة الأولى' "the first paragraph" ، وكذلك الأساسي ،مثلاً:'الفقرة واحد' "paragraph one". وبالمثل ، يمكن الإشارة إلى الأرقام نفسها على أنها نص أو رقميًا ، "five"و "fifth" و "5" كلها مدعومة ؛ هم مرادفات في أبل سكربت. أيضًا ، يمكن استخدام كلمة "the" قانونيًا في أي مكان في البرنامج النصي من أجل تعزيز إمكانية القراءة: ليس لها أي تأثير على وظائف البرنامج النصي.

## أمثلة
حاسبة أمنة من الفشل:
```
tell
 
application
 
"Finder"

	
-- Set variables

	
set
 
the1
 
to
 
text returned
 
of
 
(
display dialog
 
"1st"
 
default
 
answer
 
"Number here"
 
buttons
 
{
"Continue"
}
 
default
 
button
 
1
)

	
set
 
the2
 
to
 
text returned
 
of
 
(
display dialog
 
"2nd"
 
default
 
answer
 
"Number here"
 
buttons
 
{
"Continue"
}
 
default
 
button
 
1
)

	
try

		
set
 
the1
 
to
 
the1
 
as
 
integer

		
set
 
the2
 
to
 
the2
 
as
 
integer

	
on
 
error

		
display dialog
 
"You may only input numbers into a calculator."
 
with
 
title
 
"ERROR"
 
buttons
 
{
"OK"
}
 
default
 
button
 
1

		
return

	
end
 
try

	
	
-- Add?

	
if
 
the
 
button returned
 
of
 
(
display dialog
 
"Add?"
 
buttons
 
{
"No"
,
 
"Yes"
}
 
default
 
button
 
2
)
 
is
 
"Yes"
 
then

		
set
 
ans
 
to
 
(
the1
 
+
 
the2
)

		
display dialog
 
ans
 
with
 
title
 
"Answer"
 
buttons
 
{
"OK"
}
 
default
 
button
 
1

		
say
 
ans

	
-- Subtract?	

	
else
 
if
 
the
 
button returned
 
of
 
(
display dialog
 
"Subtract?"
 
buttons
 
{
"No"
,
 
"Yes"
}
 
default
 
button
 
2
)
 
is
 
"Yes"
 
then

		
set
 
ans
 
to
 
(
the1
 
-
 
the2
)

		
display dialog
 
ans
 
with
 
title
 
"Answer"
 
buttons
 
{
"OK"
}
 
default
 
button
 
1

		
say
 
ans

	
-- Multiply?	

	
else
 
if
 
the
 
button returned
 
of
 
(
display dialog
 
"Multiply?"
 
buttons
 
{
"No"
,
 
"Yes"
}
 
default
 
button
 
2
)
 
is
 
"Yes"
 
then

		
set
 
ans
 
to
 
(
the1
 
*
 
the2
)

		
display dialog
 
ans
 
with
 
title
 
"Answer"
 
buttons
 
{
"OK"
}
 
default
 
button
 
1

		
say
 
ans

	
-- Divide?	

	
else
 
if
 
the
 
button returned
 
of
 
(
display dialog
 
"Divide?"
 
buttons
 
{
"No"
,
 
"Yes"
}
 
default
 
button
 
2
)
 
is
 
"Yes"
 
then

		
set
 
ans
 
to
 
(
the1
 
/
 
the2
)

		
display dialog
 
ans
 
with
 
title
 
"Answer"
 
buttons
 
{
"OK"
}
 
default
 
button
 
1

		
say
 
ans

	
else

		
delay
 
1

		
say
 
"You haven't selected a function. The operation has cancelled."

	
end
 
if

	

end
 
tell

```

تسلسل بسيط لمربع حوار اسم المستخدم و كلمة المرور. هنا ، اسم المستخدم هو احمد وكلمة المرور app123:
```
tell
 
application
 
"Finder"

	
set
 
passAns
 
to
 
"app123"

	
set
 
userAns
 
to
 
"احمد"

	
if
 
the
 
text returned
 
of
 
(
display dialog
 
"Username"
 
default
 
answer
 
""
)
 
is
 
userAns
 
then

		
display dialog
 
"Correct"
 
buttons
 
{
"Continue"
}
 
default
 
button
 
1

		
if
 
the
 
text returned
 
of
 
(
display dialog
 
"Username : John"
 
&
 
return
 
&
 
"Password"
 
default
 
answer
 
""
 
buttons
 
{
"Continue"
}
 
default
 
button
 
1
 
with
 
hidden
 
answer
)
 
is
 
passAns
 
then

			
display dialog
 
"Access granted"
 
buttons
 
{
"OK"
}
 
default
 
button
 
1

		
else

			
display dialog
 
"Incorrect password"
 
buttons
 
{
"OK"
}
 
default
 
button
 
1

		
end
 
if

	
else

		
display dialog
 
"Incorrect username"
 
buttons
 
{
"OK"
}
 
default
 
button
 
1

	
end
 
if

end
 
tell

```

## أسلوب البرمجة النصية المفتوح
أحد الجوانب المهمة لتطبيق أبل سكربت هو (Open Scripting Architecture (OSA. توفر Apple OSA للغات البرمجة النصية الأخرى ومنتجات البرمجة النصية/الأتمتة التابعة لجهات خارجية مثل QuicKeys و UserLand Frontier ، للعمل في حالة متساوية مع أبل سكربت. تم تنفيذ أبل سكربت كمكون برمجة نصية ، وكانت المواصفات الأساسية لربط هذه المكونات بـ OSA عامة ، مما يسمح للمطورين الآخرين بإضافة مكونات البرمجة النصية الخاصة بهم إلى النظام. ستعمل واجهات برمجة التطبيقات العامة الخاصة بالعميل (Public client APIs) لتحميل النصوص البرمجية وحفظها وتجميعها بنفس الطريقة لجميع هذه المكونات ، مما يعني أيضًا أن التطبيقات الصغيرة والقطيرات يمكنها الاحتفاظ بنصوص برمجية في أي من لغات البرمجة النصية هذه.
إحدى ميزات OSA هي إضافات البرمجة النصية ، أو OSAX لـ Open Scripting Architecture eXtension ، المستوحاة من أوامر HyperCard الخارجية.إضافات البرمجة النصية هي مكتبات تسمح للمبرمجين بتوسيع وظيفة أبل سكربت. الأوامر المضمنة كإضافات نصية متاحة على مستوى النظام ، ولا تعتمد على أحد التطبيقات . محرر أبل سكربت قادر أيضًا على تحرير وتشغيل بعض لغات OSA مباشرة.

### جافا سكريبت للأتمتة
ضمن OS X Yosemite والإصدارات الأحدث من ماك او اس ، يظل مكون (JavaScript for Automation (JXA هو لغة OSA الوحيدة الجادة والبديلة لـ أبل سكربت ، على الرغم من أن إصدارات ماكنتوش من بيرل وبايثون وروبي وTcl تدعم جميعها وسائل العمل الأصلية مع أحداث أبل دون أن تكون مكونات OSA.:516
توفر JXA أيضًا واجهة لغة أجنبية Objective-C (ولغة C). نظرًا لكونها بيئة تعتمد على محرك JavaScriptCore الخاص بـ WebKit ، فإن مجموعة ميزات جافا سكربت متزامنة مع محرك متصفح سفاري الخاص بالنظام. توفر JXA نظام وحدة جافا سكربت ويمكن أيضًا استخدام وحدات CommonJS عبر browserify.